# فوقس لاغاسة
فوقس لاغاسة (الاسم العلمي: Fucus lagasca ) هو نوع من الطلائعيات يتبع جنس الفوقس من الفصيلة الفوقسية.	